# Should’ve Gone Home
Should’ve Gone Home – drugi singiel z szóstego studyjnego albumu szwedzkiego artysty Månsa Zelmerlöwa. Tekst napisali Fredrik Sonefors, Martin Bjelke oraz Micky Skeel. Singiel został wydany 7 sierpnia 2015 roku. Piosenka została odnotowana na 27 miejscu szwedzkiej listy przebojów gdzie była notowana przez 18 tygodni. Powstała również francuskojęzyczna wersja utworu pt. „Should’ve Gone Home (Je ne suis qu’un homme)”, która była notowana na francuskiej liście singli. Zarówno do anglojęzycznej, jak i francuskojęzycznej wersji piosenki powstały teledyski, które wyreżyserował Mikeadelica.

## Lista utworów
1. „Should’ve Gone Home” – 3:33

## Notowania na listach przebojów

### Should’ve Gone Home
| Kraj    | Lista (2015/2016) | Najwyższa pozycja |
| ------- | ----------------- | ----------------- |
| Szwecja | Singles Top 100   | 27                |
| Francja | Top 200 Singles   | 172               |

### Should’ve Gone Home (Je ne suis qu’un homme)
| Kraj    | Lista (2016)   | Najwyższa pozycja |
| ------- | -------------- | ----------------- |
| Francja | Top 200 Sngles | 49                |

## Wydanie
| Kraj    | Wytwórnia           | Data            | Format           |
| ------- | ------------------- | --------------- | ---------------- |
| Szwecja | Warner Music Sweden | 7 sierpnia 2015 | Digital download |